# Pararge finmarchica
Pararge finmarchica är en fjärilsart som beskrevs av Neuburger 1905. Pararge finmarchica ingår i släktet Pararge och familjen praktfjärilar. Inga underarter finns listade i Catalogue of Life.